# Phascolarctos
Phascolarctos (del griego antiguo phaskolos bolsa o saco y arktos oso) es un género de marsupiales diprotodontos de la familia Phascolarctidae compuesta por tres especies, de las cuales solo una (P. cinereus, comúnmente conocido por koala) no se ha extinguido. La mayor especie era el P. stirtoni o koala gigante, que vivía en el Pleistoceno. Esta especie se conoce únicamente por los fósiles encontrados en el lago Eyre y Tarkarooloo en el sur de Australia. Sobre la tercera especie, el P. maris, se conoce poco.